# Hella (companie)
HELLA GmbH & Co. KGaA, un furnizor internațional din industria auto și companie cotată la bursă, operează sub marca-umbrelă FORVIA. În acest grup, HELLA este specializată în tehnologia sistemelor electronice și de iluminat de înaltă performanță. Prin intermediul diviziei Business Lifecycle Solutions, compania oferă o gamă largă de produse și servicii destinate comerțului cu piese de schimb, atelierelor și producătorilor de vehicule speciale. HELLA are aproximativ 37.500 de angajați răspândiți în peste 125 de locații globale și a raportat o cifră de afaceri de 8,1 miliarde de euro pentru anul fiscal 2023.

## Hella în România
Compania deține în România patru unități de producție în Timișoara, Lugoj și Arad și un centru de cercetare și dezvoltare la Craiova.
Unitățile de producție de la Lugoj și Sânnicolau Mare sunt reunite sub titulatura Hella Lighting Romania, specializată în producția de sisteme de iluminat (faruri și stopuri). În anul 2022, HELLA a inaugurat un nou centru tehnic automotive la Oradea.
Fabrica din Timișoara a fost deschisă în 2006, în urma unei investiții de 12 milioane de euro.
Număr de angajați în 2013: 1.800 . FORVIA HELLA România are în prezent peste 5000 de angajați.
Strategia concernului HELLA vizează, în anii următori, dezvoltarea de proiecte în sectorul electromobilității prin soluții și inovații în domenii precum conducerea autonomă și gestionarea electrică pentru vehicule electrice. HELLA România, cu cele trei centre de proiectare și dezvoltare, un centru administrativ și trei unități de producție, reprezintă o locație importantă în cadrul grupului HELLA.